# Pierre de Cazenove de Pradines
Pierre Fortaner Paul de Cazenove de Pradines, né le 14 avril 1894 à Nantes et mort le 17 janvier 1982 à Paris, est un as français de la Première Guerre mondiale, crédité de sept victoires aériennes.
Durant l'entre-deux-guerres, il s'engage politiquement dans l'Action Française. Mobilisé brièvement en 1939-1940, il passe le reste de la guerre sans s'impliquer dans la collaboration ou la Résistance. Il tente toutefois de reprendre du service dans l'armée de l'air en 1945, sans succès. Pierre de Cazenove de Pradines se tient jusqu'à la fin de sa vie à l'écart de ses homologues as, ne participant jamais aux réunions de l'association des as de 14-18, fondée par Léon Vitalis.

## Biographie

### Jeunesse

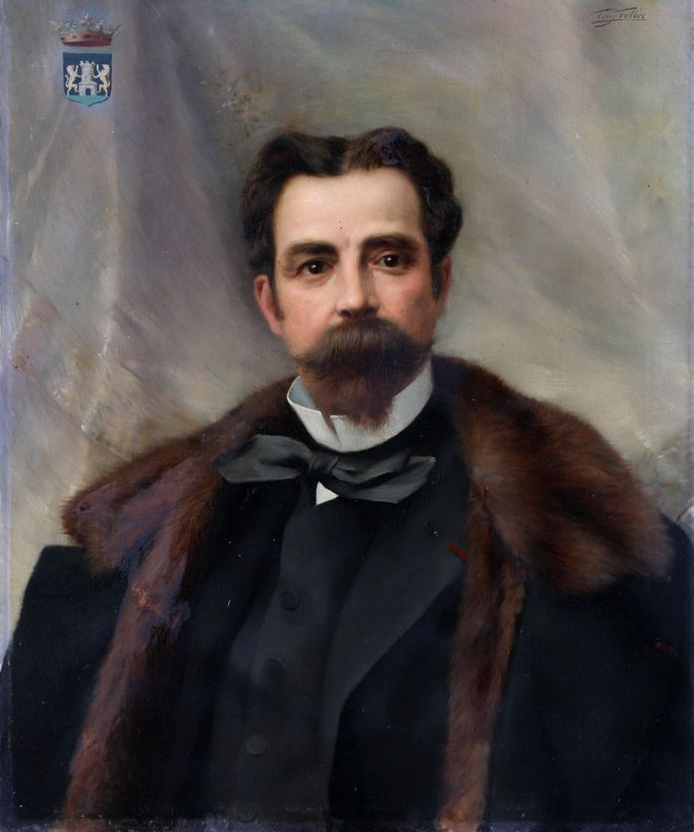
Édouard de Cazenove de Pradines.

Pierre Fortaner Paul de Cazenove de Pradines naît le 14 avril 1894 à Nantes. Il est issu d'une vieille famille aristocratique française. Son grand-père, le comte Édouard de Cazenove de Pradines, né en 1838, fervent royaliste et secrétaire particulier du comte de Chambord, prétendant légitimiste à la couronne de France. Participant à la guerre de 1870 où il perd un bras, Édouard de Cazenove est élu député du Lot-et-Garonne en 1871 et siège à l'extrême droite parmi les monarchistes intransigeants qui œuvrent pour le retour d'un roi de France. L'intransigeance du comte de Chambord, qui refuse tout compromis avec les symboles républicains, comme le drapeau tricolore, empêche définitivement ce retour à la monarchie des Bourbons. Le comte Édouard de Cazenove de Pradines poursuit néanmoins une carrière politique au début de la Troisième République. Battu aux élections de 1876, il se retire brièvement de la vie politique à la mort du comte de Chambord en 1883 et est réélu député dans la circonscription de Nantes en 1884. Réélu en 1885, 1889 et 1893, il est également conseiller général et maire de Grandchamp-des-Fontaines. Il meurt en 1896 et peut ainsi rencontrer son petit-fils Pierre, né deux ans avant sa mort. Le grand-père laisse le titre de comte à son fils aîné Henri, né en 1867, qui, bien que filleul du comte de Chambord, n'a pas l'activité politique de son père et se contente de vivre en rentier, gérant la fortune familiale. Il épouse Juliette Boscals de Réals, sœur du général Charles-François Boscals de Réals et petite-nièce de Jules de La Gournerie. Leur fils unique, Pierre, connaît donc une enfance très aisée. Il recevra le titre de comte à 14 ans, à la suite de la mort de son père, décédé prématurément à l'âge de 40 ans en 1908. Comme son grand-père, il s'intéresse à la politique et rejoint dans sa jeunesse le mouvement politique royaliste de l'Action française mené par Charles Maurras. Outre la politique, le jeune homme s'intéresse à l'aviation naissante, dont il suit les pionniers dans la presse. Bien qu'il grandisse dans un environnement très patriote et de tradition militaire, Pierre de Cazenove de Pradines n'envisage pas de carrière dans ce domaine. La fortune familiale dont il a hérité lui permet de commencer des études : il obtient son baccalauréat et étudie l'anglais et l'allemand, deux langues qu'il maîtrise très bien. Il entreprend ensuite des études de droit et de sciences politiques, se destinant au concours de l'Inspection des finances.

### Première Guerre mondiale

#### Cavalerie
La Première Guerre mondiale éclate alors que Pierre de Cazenove de Pradines est encore étudiant, en août 1914. Malgré son âge, il n'est pas en train d'effectuer son service militaire à ce moment, car il avait été ajourné pour un défaut de poids au début de l'année. Il cherche cependant à s'engager, mais éprouve des difficultés à le faire. Alors qu'il réside à Agen lors du début de la guerre, il se heurte au refus du capitaine d'un bureau de recrutement, arguant que la guerre sera « finie dans trois semaines ». Ce n'est finalement que le 30 novembre 1914 qu'il parvient à s'engager pour trois ans dans un bureau de recrutement de Rennes. Il est alors affecté comme soldat de 2e classe au 24e régiment de dragons. Après une formation qui ne lui pose aucun problème (il est déjà bon cavalier), Pierre de Cazenove de Pradines est envoyé au front en mars 1915.
Il est alors déçu par les missions qui lui sont proposées : les cavaliers sont rendus inutiles par la guerre de tranchées, et leur armement léger (uniquement des mousquetons et aucune mitrailleuse) les empêche de monter en première ligne. Cazenove de Pradines sert donc uniquement à la garde des tranchées de deuxième ligne. Peu de temps après, il est muté au 14e régiment de hussards. Il sert un temps comme estafette auprès du 4e corps d'armée avant de rejoindre le gros de son régiment sur le front d'Argonne, où il reprend les missions de garde, qu'il juge ennuyantes. Promu brigadier le 21 juin 1915, Pierre de Cazenove de Pradines cherche une première fois à être transféré dans l'aviation, sans recevoir de réponse. Après une nouvelle promotion au grade de maréchal-des-logis le 31 octobre, Pierre de Cazenove demande une mutation dans l'infanterie, lorsque sa demande de transfert dans l'aviation émise en juin est finalement acceptée.

#### Aviation
Le 11 mars 1916, Pierre de Cazenove de Pradines est muté au 1er groupe d'aviation de Dijon pour sa formation initiale. Il y reste pendant deux mois pour un enseignement théorique, apprenant « à piloter le stylo » selon ses propres termes,. Il est ensuite envoyé à l'école Farman de Chartres vers le mois de mai. Là, il perfectionne ses connaissances théoriques et apprend à piloter un Farman MF.7. Il obtient son brevet de pilote militaire (no 3939) le 15 juillet 1916, puis se rend à l'école d'Avord le 23 juillet.
Il s'y entraîne sur divers types d'avions, dont des Blériot XI et des chasseurs Nieuport, puis part à Cazaux pour un stage de tir de deux semaines. Il termine sa formation de pilote à l'école de voltige de Pau et, après un passage au Groupe des divisions d'entraînement, est officiellement affecté à l'escadrille N 81 le 14 décembre 1916. Il s'agit d'une nouvelle escadrille de chasse formée sur l'aérodrome de Villacoublay, composée pour moitié de pilotes fraîchement sortis de l'école et pour moitié de pilotes expérimentés transférés d'autres escadrilles du front. Elle est équipée de chasseurs Nieuport 17, ainsi que de quelques Nieuport 12 biplaces pour la reconnaissance. Pierre de Cazenove de Pradines se voit attribuer un de ces biplaces, avec lequel il se rend sur l'aérodrome de Fontaine, près de Belfort, où l'escadrille est affectée. Il est l'un des seuls à arriver à bon port : le mauvais temps a dispersé le reste des pilotes au cours du trajet.

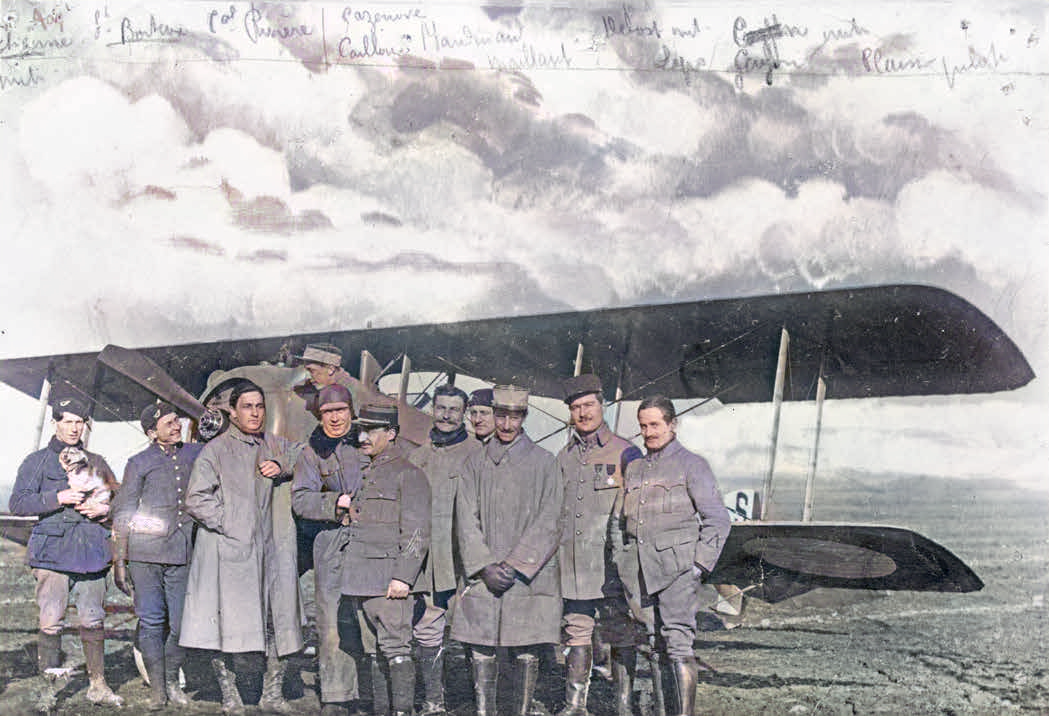
Les pilotes de l'escadrille N81 en janvier 1917, posent devant leur premier SPAD VII. Pierre de Cazenove de Pradines tente de monter sur le moteur du SPAD. Au sol, les autres membres de l'unité, de gauche à droite : Félix Estienne (mitrailleur), Xavier Boiteux-Levret (tué au combat le 24 avril 1917), Maurice Rivière (disparu au combat le 25 février 1917), Henri Caillou (tué dans un accident le 19 avril 1917), Maurice Mandinaud (commandant, 1 victoire + 1 probable, tué au combat le 10 mars 1917), Georges Maillan (1 victoire, quitte l'unité le 25 juillet 1917), Joseph Deboste (mitrailleur), Jacques Leps (futur commandant, 12 victoires et 4 probables), Aimable Gayon (mitrailleur), Achille Plaisir (1 victoire, blessé au combat le 16 mars 1917 et quitte l'unité).

L'escadrille est au complet quelques jours plus tard. Elle cohabite sur son aérodrome avec l'escadrille N49 (en), présente dans la région depuis plus d'un an. Pierre de Cazenove de Pradines ses quatre premières missions sur le front avec son Nieuport 12 et un observateur. Peu de temps après, il réussit à obtenir un Nieuport 17, qu'il inaugure le 20 mars 1917 en allant narguer les Allemands au-dessus de leur aérodrome de Habsheim. Cette sortie (que Cazenove de Pradines effectue avec un autre jeune pilote) se termine brutalement lorsque les deux Français sont attaqués par cinq chasseurs allemands. Touché au moteur, Cazenove de Pradines est contraint de se poser dans le no man's land de la ligne de front, parmi les cratères et les barbelés. Récupéré par des fantassins français et mis à l'abri dans leur tranchée, il réussit à regagner sa base indemne, tout comme son camarade d'expédition. Au lieu de la punition qu'il attendait pour avoir perdu un avion, Pierre de Cazenove de Pradines est simplement réprimandé par son chef d'escadrille, qui n'est pas mécontent de l'agressivité du jeune pilote. Il reçoit même deux citations : l'une à l'ordre de l'Aéronautique militaire et l'une à l'ordre du 213e régiment d'infanterie (qui l'a recueilli et dont le colonel tenait à le féliciter). Le pilote allemand crédité pour la victoire sur Cazenove de Pradines est Ernst Udet, qui remporta 62 victoires au cours de la guerre et fut plus tard l'un des maîtres d’œuvre de la montée en puissance de la Luftwaffe.
Peu de temps après, l'escadrille reçoit ses premiers SPAD VII. Ces appareils récemment mis en service présentent de nombreux problèmes de moteur. Lors d'une sortie sur SPAD, Cazenove de Pradines est obligé de rentrer en raison de ces problèmes et laisse son chef d'escadrille terminer seul la patrouille. Ce dernier sera abattu par un chasseur allemand.
En avril 1917, l'escadrille N81 quitte les Vosges pour rejoindre La Noblette en Champagne, où elle soutient l'attaque de la plaine champenoise lancée parallèlement à l'offensive Nivelle sur le Chemin des Dames. Les combats aériens sont intenses dans la région et le 24 avril, Pierre de Cazenove de Pradines perd un ami (celui avec lequel il était allé provoquer les Allemands en mars). Ce dernier est tué par une trajectoire d'obus de mortier qui a brisé en deux son appareil. C'est toujours dans le secteur de la Champagne que Pierre de Cazenove de Pradines remporte sa première victoire aérienne en abattant un avion allemand près de Reims le 26 mai 1917.
Il est promu au grade d'adjudant le 26 juillet 1917. Presque un mois plus tard, il remporte sa deuxième victoire en abattant un drachen à l'aide de balles au phosphore (après avoir échoué à toucher sa cible avec des fusées Le Prieur).
Cette victoire lui vaut une permission, du 27 août au 9 septembre 1917. Après être revenu au front, Pierre de Cazenove de Pradines remporte contre un Halberstadt C sa troisième victoire le 22 septembre. Le 16 octobre, il obtient sa quatrième victoire dans le secteur de Verdun. Le 30 du même mois, Cazenove de Pradines devient officiellement un as en participant à la destruction d'un biplace de reconnaissance allemand. Ce dernier était ce que les pilotes français des environs appelaient le « Boche de midi », un imposant biplace de reconnaissance qui pénétrait à heure fixe les lignes françaises. Trop haut pour les canons anti-aériens et les chasseurs français, il n'était généralement pas inquiété. Mais Cazenove de Pradines et un autre pilote tentent quand même de l'approcher, sans grand espoir de pouvoir atteindre son altitude. Le pilote allemand prend peur à leur vue, pique, et commet l'imprudence de se mettre au niveau des chasseurs, où il est vulnérable en raison de sa lenteur. Les deux Français finissent par abattre le biplace après plusieurs passes. Le mitrailleur est éjecté dans les airs et tombe dans un bois. Huit kilomètres plus loin, l'avion allemand s'écrase sur le dos, ce qui tue également son pilote sur le coup.
Pour cette victoire, Pierre de Cazenove de Pradines ne sera toutefois pas cité dans le communiqué aux armées, comme c'est normalement le cas pour les pilotes ayant remporté cinq victoires : le seuil vient en effet d'être relevé à dix victoires. Il est cependant décoré de la médaille militaire le 9 novembre 1917 et bénéficie d'une permission du 20 novembre au 8 décembre 1917. Dès le lendemain de son retour au front, il est grièvement blessé : au cours d'un affrontement avec un DFW, une balle explosive lui transperce le tibia gauche. Il réussit cependant à poser son SPAD XIII, in extremis avant de s'évanouir.

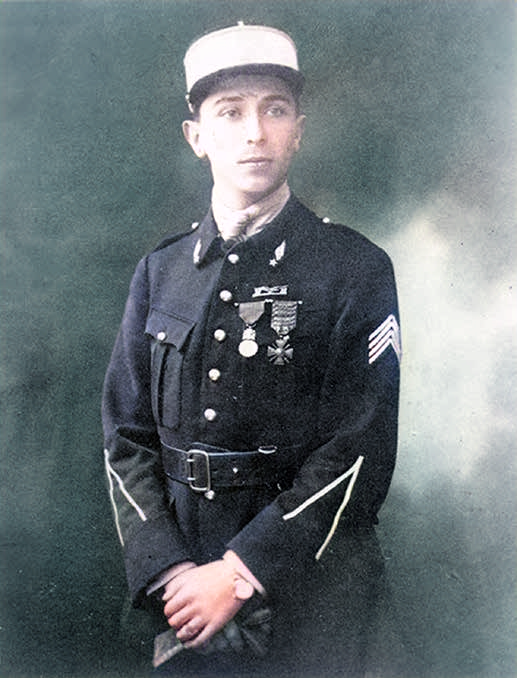
Pierre de Cazenove de Pradines.

Cette blessure vaut à Cazenove de Pradines sa 7e citation à l'ordre de l'armée, ainsi qu'une longue convalescence. Promu au grade de sous-lieutenant le 26 janvier 1918, il accorde une interview au journaliste Jacques Mortane, qui la publie dans sa revue La guerre aérienne illustrée de janvier 1918.
Pierre de Cazenove de Pradines ne revient au front que le 25 mai 1918, après avoir refusé d'être réformé. Cependant, il n'est pas tout à fait remis puisque sa jambe continue à le faire souffrir en vol sous l'effet des vibrations de son appareil. Avec l'aide de son mécanicien, il adapte son cockpit en conséquence en fixant un sandow sur la pédale gauche de son palonnier, pour lui permettre de voler avec un seul pied. Son escadrille est à ce moment intégrée à la 1re division aérienne commandée par le général de brigade Marie Charles Duval. Cette grande unité (près de 600 avions) est utilisée sur tous les points chauds du front pour acquérir et conserver la supériorité aérienne dans le contexte des offensives allemandes du printemps 1918.
C'est dans ce contexte que le sous-lieutenant Pierre de Cazenove de Pradines remporte ses deux dernières victoires de la guerre, lors de la dernière offensive lancée par les Allemands : le 1er juillet 1918, il abat un biplace (avec le lieutenant Henri Péronneau), qui tombe près de Reims ; puis le 31 juillet, avec l'aide du même coéquipier, il abat un autre biplace qui tombe à Cormontreuil. Il bénéficie ensuite d'un congé du 28 août au 14 septembre 1918 et est fait chevalier de la Légion d'honneur le 9 de ce mois. Il participe aux derniers combats de l'escadrille SPA 81, jusqu'à l'armistice du 11 novembre, non sans avoir bénéficié d'une dernière permission du 24 au 28 octobre.

### Retour à la vie civile
Ayant vu son grade de sous-lieutenant confirmé définitivement le 22 octobre, Pierre de Cazenove de Pradines entend rester dans l'armée. Avec son escadrille, il part pour l'occupation de l'Allemagne en mai 1919 mais la quitte le 2 juin pour prendre le commandement de l'escadrille SPA 97 (en), basée sur le même aérodrome. Mais cette unité est bientôt renvoyée en France, à Châteauroux. Là, Cazenove de Pradines s'ennuie : les vols sont limités au minimum par manque d'essence, les escadrilles n'ont plus de voitures mises à disposition pour se déplacer, etc.. Il prend un congé sans solde en 1920 pour retourner à la gestion de son domaine familial et démissionne formellement de l'armée en 1923 (mais continue à effectuer régulièrement ses périodes de réserve).
De retour à la vie civile, Pierre de Cazenove de Pradines se marie avec Marie-Thérèse de Fontaines, petite-fille d'Armand Viellard-Migeon, et devient le père de cinq filles nées entre 1925 et 1945 (dont l'une épousera Jacques Silvestre de Sacy). Il consacre une partie de son temps à l'agriculture en Loire-Atlantique, en s'occupant des syndicats agricoles et des caisses rurales de la région. Le reste de son temps est consacré à la politique : Cazenove de Pradines s'investit dans l'Action Française. Il devient en octobre 1930 le président de la fédération parisienne de la Ligue d'Action française, tout en étant membre de l'association Marius Plateau, une organisation d'anciens combattants rattachée à l'Action Française. Il est ainsi l'adjoint direct du président de la ligue, l'amiral Schwerer. Cet engagement politique à l'extrême-droite l'éloigne de certains de ses camarades d'escadrille, comme Lionel de Marmier, sympathisant des républicains espagnols, futur résistant et membre des Forces Françaises Libres.

### Seconde Guerre mondiale
Lorsque la Seconde Guerre mondiale éclate, Pierre de Cazenove de Pradines est à nouveau mobilisé en 1939 dans l'aviation de reconnaissance avec le grade de commandant de réserve. Cette affectation ne lui convient pas : il obtient rapidement une affectation dans la chasse en mettant en avant son passé d'as de la Première Guerre mondiale et ses périodes régulières d'entraînement depuis 1920. Il est alors affecté au centre d'entraînement de Chartres, où il reçoit le commandement d'un groupe d'entraînement. Il y juge assez sévèrement le matériel français, qu'il estime inférieur aux Curtiss H-75 importés d'Amérique. Il attribue la responsabilité de l'impréparation militaire française au Front populaire « qui avait donné la prééminence aux dépenses sociales sur les dépenses militaires » selon lui. Cette affirmation (largement admise dans les milieux de droite à l'époque) est cependant fausse puisque le réarmement de la France a été largement initié par le Front populaire. Replié en zone sud à l'armistice avec les élèves de son école, il tente de les dissuader de gagner l'Angleterre par l'Espagne pour y poursuivre la lutte, estimant (comme les autres cadres de l'école) que cela les conduirait à une aventure dangereuse et incertaine. Cazenove de Pradines est lui-même démobilisé le 14 août 1940 et s'installe à Paris où il dirige une agence immobilière dans le 16e arrondissement. Le sentiment de l'ancien as à l'égard du maréchal Pétain est difficile à discerner : beaucoup de membres de l'Action Française en sont des fervents partisans (Charles Maurras, le président, en premier lieu), mais Cazenove de Pradines est resté discret à ce sujet. Il ne s'engage pas dans la collaboration, mais pas plus dans la Résistance. Au moment de la libération de la France, il se trouve à Belfort et souffre d'une phlébite qui l'empêche de prendre une quelconque part aux événements.

Le 23 février 1945, il demande au ministère de l'Air de reprendre du service actif dans l'armée de l'air. Le formulaire qu'il remplit pour appuyer sa demande indique :
Depuis l'armistice, je me suis tenu strictement à l'écart de toute activité politique et j'ai été bloqué dans le territoire de Belfort pendant le dernier mois de l'occupation, sans courrier ni radio. Je ne me suis prévalu d'aucune activité de Résistance pour demander à reprendre du service. Mon statut de Français décoré neuf fois ou cité pour faits de guerre me semble être une preuve suffisante de mon patriotisme.
L'armée de l'air refuse sa demande sans le sanctionner, en l'absence de preuve de collaboration. Beaucoup d'autres officiers de sa famille politique sont par contre radiés de la réserve dans le cadre de l'épuration. Pierre de Cazenove de Pradines renouvelle sa demande en faisant valoir qu'il a caché chez lui entre juillet 1943 et juillet 1944 un pilote échappé d'un camp de prisonnier allemand, ce qui ne suffit pas à faire plier les autorités militaires.

### Fin de vie
Pierre de Cazenove de Pradines est rayé des cadres de la réserve le 14 avril 1951, ayant atteint la limite d'âge de son grade. Il retourne alors pleinement à la gestion de son domaine familial et à ses activités privées. Jusqu'à la fin de sa vie, il se tient à l'écart de l'association des as de 14-18, fondée par Léon Vitalis et qui rassemble régulièrement les pilotes autour d'un banquet. Il décède le 17 janvier 1982 dans le 16e arrondissement de Paris, à l'âge de 87 ans.

## Distinctions
- Chevalier de la Légion d'honneur
- Médaille militaire
- Croix de guerre 1914-1918